# جیم میسون
جیم میسون (انگلیسی: James Mason؛ ‏ ۳ فوریهٔ ۱۸۸۹ – ۷ نوامبر ۱۹۵۹) بازیگر اهل ایالات متحده آمریکا بود. وی بین سال‌های ۱۹۱۴ تا ۱۹۵۲ میلادی فعالیت می‌کرد.
از فیلم‌هایی که وی در آن‌ها نقش داشته‌است، می‌توان به بانگ خاموش، راستگو، تاوان، نگرانی چرا؟ و شیکاگو پس از نیمه‌شب اشاره نمود.